# Bradford
Bradford es una ciudad de Yorkshire del Oeste, Inglaterra. Situada en la cordillera de los Peninos, a 13,8 km al oeste de Leeds y a 20,9 km al noroeste de Wakefield, Bradford se encuentra rodeada de numerosos y pequeños asentamientos de población junto con los que forma el borough metropolitano de la Ciudad de Bradford. Su población es de 293 717 habitantes, mientras que la totalidad del borough cuenta con un total de 493 100 habitantes.
Habiendo formado históricamente parte del West Riding of Yorkshire, la ciudad alcanzó gran esplendor durante el siglo XIX como centro internacional de la industria textil, en especial de la lana. Durante la Revolución industrial y al encontrarse en una región rica en carbón, hierro y agua blanda, la ciudad tuvo un fuerte crecimiento demográfico e industrial que la convirtieron en la "capital mundial de la lana".

## Historia
El nombre de Bradford deriva de «broad ford», "el vado ancho", localizado en Church Bank y que cruzaba un arroyo llamado Bradford Beck. En ese lugar comenzó a aparecer un asentamiento de población antes de la invasión normanda. El nombre de "Bradford" aparece ya en 1086 en el Domesday Book.
Bradford fue una de las ciudades inglesas que alcanzó gran prosperidad durante la revolución industrial. La industria textil de Bradford se remonta al siglo XIII, pero es en el siglo XIX cuando alcanza fama mundial. Durante este periodo se importó lana en grandes cantidades para la realización de estameña, en la que Bradford estaba especializada, u otros tejidos como la alpaca. El desarrollo de la industria textil se produjo por una serie de características propias de la región. En primer lugar, la región de Yorkshire era rica en hierro, carbón y agua blanda que eran utilizados para el procesado de la lana virgen. Así mismo la arenisca, roca muy abundante en Bradford, servía para la construcción de los molinos. Por último, la numerosa población de la región aseguraba la disponibilidad de mano de obra.
La innovación tecnológica fue un factor fundamental en el dominio ejercido por Bradford dentro de la industria textil durante los siglos XIX y XX. Diversas tecnologías aplicables a dicha industria fueron inventadas en Bradford. Un primer ejemplo se encuentra en el trabajo de Samuel Lister. Esta cultura de la innovación ha llegado hasta hoy en día.
Bradford fue una de las candidatas a Capital Europea de la Cultura de 2008, y aunque fue derrotada por Liverpool, la candidatura infundió confianza a la ciudad para próximas tentativas.

## Geografía
Bradford está localizada en 53°45′00″N 01°50′00″O / 53.75000, -1.83333 (53.7500, -1.8333). Topográficamente se sitúa en la parte este de un páramo, en la región llamada South Pennines.

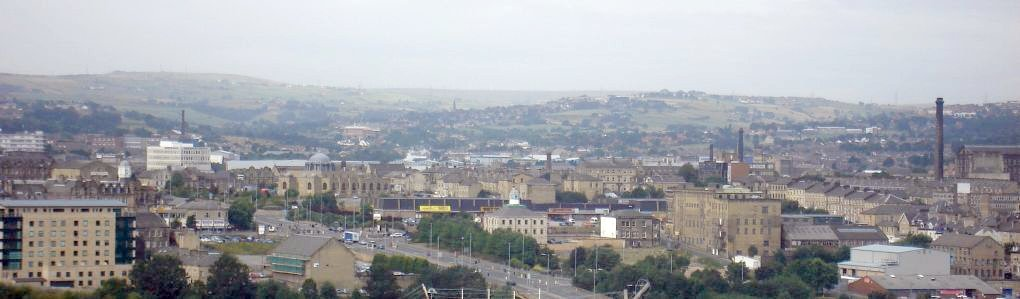
Bradford, 2006.

## Cultura y ocio

### Museos y galerías de arte

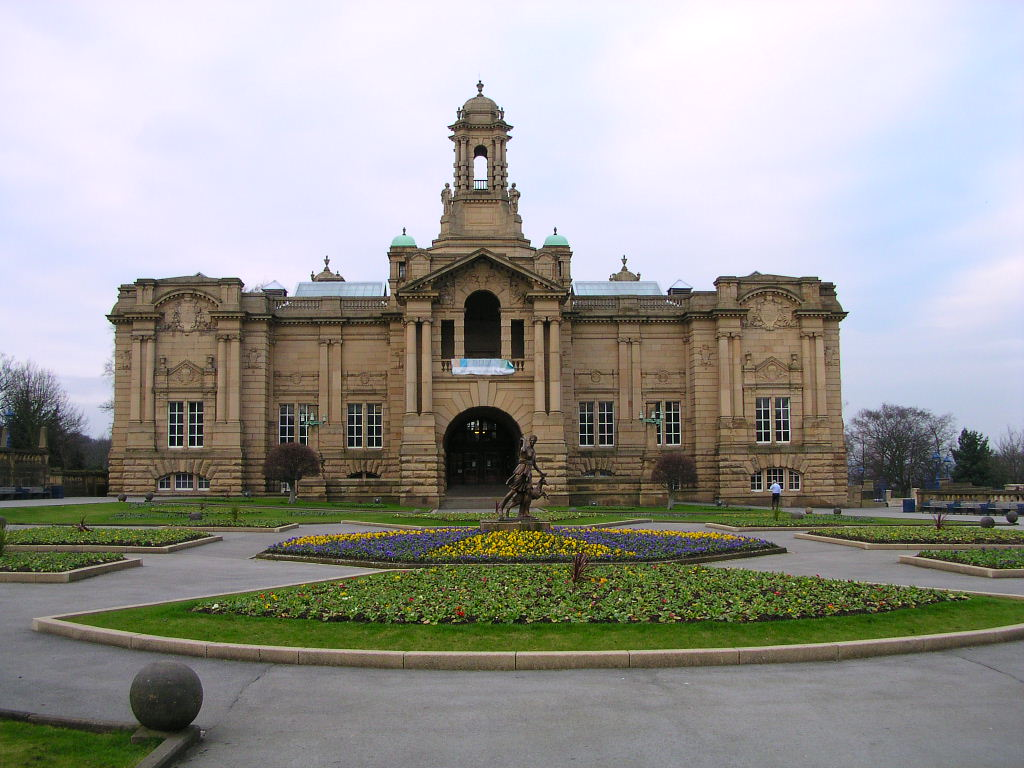
Cartwright Hall, Lister Park, Bradford.

La ciudad cuenta con los museos más visitados de Inglaterra, sin contar los de Londres. El National Media Museum, anteriormente llamado National Museum of Photography, Film & Television, cuenta con tres salas de cine incluyendo una con sistema IMAX. La principal galería de arte de Bradford está situada en el  Cartwright Hall en Lister Park. El Salt's Mill cuenta con la mayor colección de obras de David Hockney. En el Bradford Industrial Museum se explica los importantes avances técnicos logrados por la industria de Bradford en el pasado, desde la industria textil a la fabricación de motores para vehículos. El color fue sumamente importante en el desarrollo de la industria textil, por lo que el educativo Bradford Colour Museum, único en el Reino Unido, es un buen homenaje.

### Festivales
Cada año la ciudad alberga muchos festivales. En junio se celebra el Book Festival (Feria del libro) y el concurrido Bradford Mela, el más importante de su clase fuera de Asia. En septiembre y octubre tiene lugar el Ilkley Literature Festival que es el mayor y más prestigioso de todo el norte de Inglaterra y que atrae a importantes personalidades de las artes y del entretenimiento. A lo largo de todo el año se celebran ferias gastronómicas y se instalan numerosos mercadillos, como por ejemplo el Bradford International Market, que dura cuatro días durante el mes de agosto. La ciudad también es conocida por sus festivales de cine organizados por el National Media Museum, los más representativos son The Bradford Film Festival en marzo, Bite The Mango Film Festival (World Cinema) en septiembre, y el Bradford Animation Festival en noviembre.

### Arquitectura
El edificio más antiguo de Bradford es la catedral, la cual durante mucho tiempo fue una iglesia parroquial. Aparte del Bolling Hall, conservado como museo, pocos más edificios medievales han sobrevivido.
Bradford cuenta con importantes edificios victorianos: junto a las fábricas del periodo de la revolución industrial, se encuentran el City Hall (con estatuas de todos los mandatarios ingleses incluyendo una de Oliver Cromwell), la Wool Exchange (actualmente usada como biblioteca), y el cementerio victoriano de Undercliffe.
Little Germany es un distrito comercial de características victorianas, situado al este del centro de la ciudad, que toma su nombre de los inmigrantes llegados de Alemania en el siglo XIX. Con el decaimiento de la actividad industrial, la zona se ha reconvertido para uso residencial y de oficinas. A mediados de 2005 comenzó la rehabilitación del Eastbrook Hall.

### Teatro
Hay cuatro teatros en Bradford. El Alhambra construido en 1914 por el empresario teatral Frank Laidler, y actualmente propiedad del Moss Empire Group (propiedad de Oswald Stoll y Edward Moss) y que fue restaurado en 1986; El Studio, que es un pequeño teatro en el mismo complejo que el Alhambra. Ambos son dirigidos por el Bradford Council. El Theatre in the Mill, pequeño teatro situado en la Universidad de Bradford y por último el Priestley.
Entre las principales compañías teatrales con sede en Bradford están: 
- Kala Sangam
- la compañía satírica, Komedy Kollective.
- Lost Dog (con sede en el Theatre In The Mill)
- Mind the Gap, una de las más veteranas y que siempre ha contado con actores discapacitados dentro de su plantel.

Dentro de las escuelas de teatro se incluyen: 
- La Asian Theatre School
- Bradford Stage and Theatre School
- Stage 84

### Música y danza
St George's Hall es una gran sala de conciertos diseñada por Lockwood y Mawson, e inaugurada en 1853. En ella la Hallé Orchestra ha realizado actuaciones con regularidad a lo largo de los años. También la sala se ha utilizado en ocasiones para producciones teatrales.

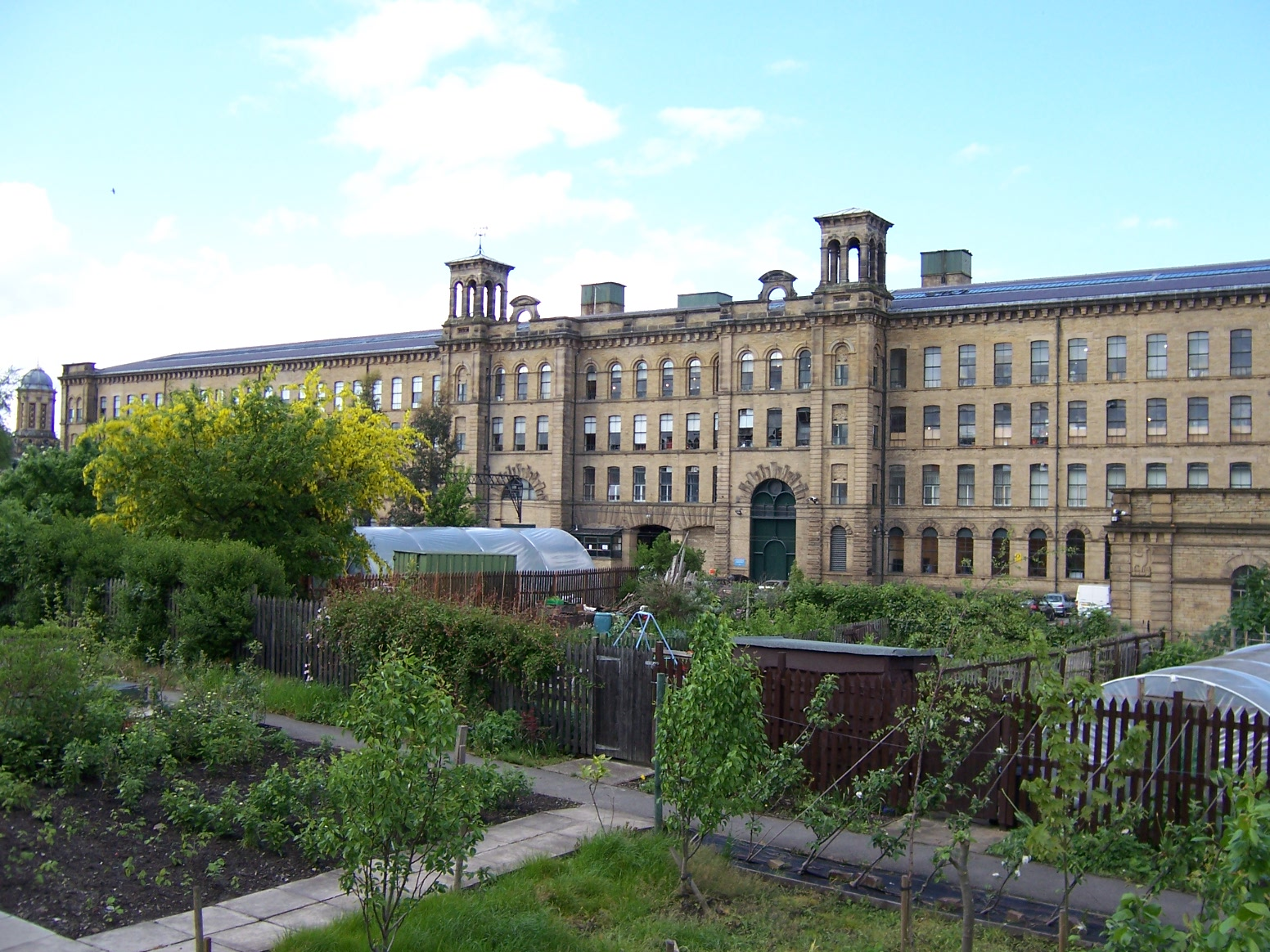
La famosa Salt Mills, patrimonio de la humanidad de la Unesco.

Aunque la Universidad de Bradford no cuenta con un departamento de música, la organización Fellow in Music dependiente de la Universidad organiza conciertos con regularidad en lugares como el Tasmin Little Music Centre, y el Yorkshire Craft Centre.
La ciudad de Bradford fue el lugar de nacimiento del compositor Frederick Delius, pero actualmente no cuenta con importantes orquestas profesionales asentadas en la ciudad. Pero sí que cuenta con grupos amateur como es el caso del Bradford Festival Chorus.
Jazz at The Priestley son una serie de actuaciones de jazz que se celebran los viernes por la noche en el bar situado en el sótano de The Priestley.
Mono es una revista mensual de rock, publicada en Bradford y que cubre toda la escena local de rock alternativo.
La semana de la música de Bradford se celebra con carácter anual en el mes de junio,y acoge seminarios, exhibiciones, películas, conciertos de bandas debutantes y otras actividades.